# Marie André Le Bec
Arsène Jean Marie André Le Bec (ur. 27 września 1943 w Quimper) – biskup prowincji i diecezji francuskiej Kościoła Starokatolickiego Mariawitów, proboszcz parafii Najświętszej Maryi Panny i duszpasterz Oratorium Ojca Pio w Paryżu.

## Życiorys
Arsène Jean Le Bec urodził się 27 września 1943 w Quimper we Francji. Święcenia kapłańskie przyjął 4 października 1964 z rąk biskupa Gerarda Grateau. 21 listopada 1979 w Paryżu został konsekrowany na biskupa na biskupa Apostolskiego Kościoła Katolickiego Paryża i Tours. Głównym konsekratorem był biskup Gérard Grateau. W 1989 wspólnie z biskupem Gérardem został inkardynowany do Kościoła Starokatolickiego Mariawitów i przyjął imiona zakonne Maria Andrzej. W roku 1993 bp. G. Grateau został usunięty z Kościoła Starokatolickiego Mariawitów, za udzielenie sakry bez zgody kapituły generalnej, ks. A. Fraysse. Tym samym Płock potwierdza jurysdykcję biskupa Le Beca nad prowincją francuską Kościoła. 1 listopada 1993 w Warszawie biskup Stanisław Maria Tymoteusz Kowalski dopełnił konsekracji biskupiej Marii Andrzeja. W 1997 z inicjatywy biskupa zakupiono obiekt w celu przebudowy go na kościół. 27 września 1998, przy udziale wiernych i duchowieństwa z Polski, dokonano poświęcenia nowej świątyni w Paryżu. Po śmierci biskupa Michaela Staffiera w 2008, na prośbę wiernych skupionych w Oratorium Padre Pio w Paryżu, biskup Maria Andrzej przejął opiekę duszpasterską nad tą placówką.